# 앙가주망
앙가주망(engagement)은 생활에서 사람들이 행동하는 양식과 비슷하게 행동하는 것을 말한다. 예를 들어 브랜드(옷, 신발, 유명 대학)에 참여하는 방식으로 나타난다. 영어로 인게이지먼트(Engagement)를 의미한다
참여(參與)라는 의미의 프랑스 실존주의학파의 용어이다. 원래의 말뜻은 담보, 도박이다. 일반적으로 예술지상주의 문학에 대하여 사회·정치적 입장을 분명히 내세운 문학이다. 사르트르에 의하면 작가는 상황을 폭로함으로써 세계의 변혁을 시도하고, 독자는 폭로된 대상 앞에서 책임을 져야 하며, 따라서 작가나 독자가 필연적으로 사회적 입장을 취하게 된다.